# 480
Évszázadok: 4. század – 5. század – 6. század
Évtizedek: 430-as évek – 440-es évek – 450-es évek – 460-as évek – 470-es évek – 480-as évek – 490-es évek – 500-as évek – 510-es évek – 520-as évek – 530-as évek
Évek: 475 – 476 – 477 – 478 –  479 – 480 – 481 – 482 – 483 – 484 – 485

## Események

### Európa
- Saját katonái meggyilkolják a Dalmáciába visszahúzódott Iulius Nepost, az utolsó legitim nyugatrómai császárt (aki azonban tényleges hatalommal nem rendelkezett). Zénón bizánci császár nem nevez ki újabb uralkodót Ravennába, hanem kinyilvánítja, hogy a Római Birodalom 85 év után ismét egységes. Odoacer, Itália tényleges kormányzója elismeri Zénónt és az év végén benyomul Dalmáciába, névleg azért, hogy megbüntesse Iulius Nepos gyilkosait, gyakorlatilag azért, hogy megszállja a provinciát.
- Zénón felbujtására a nomád bolgárok megtámadják a trákiai gótokat. Theodoric Strabo gót vezér visszaveri a támadást és hadjáratot indít Konstantinápoly ellen.
- Meghal I. Chilperic, a burgundok királya. Mivel az utódlásban nem tudnak megegyezni, az uralmat négy unokaöccse, Godomar, Gundobad, II. Chilperic és Godegisel között osztják meg.
- Euric vizigót király nagyjából ekkorra szinte az egész Ibériai-félszigetre kiterjeszti az uralmát, a galíciai szvébek kivételével.

## Születések
- Nursiai Szent Benedek, a bencés szerzetesrend alapítója
- Szent Skolasztika, Benedek ikertestvére
- Boethius, római író, filozófus
- Dignága, indiai filozófus
- Eutharic, osztrogót-bizánci politikus
- Gelimer, vandál király

## Halálozások
- május 9. – Iulius Nepos római császár
- I. Chilperic, burgund király

## Fordítás
- Ez a szócikk részben vagy egészben  a(z)   480 című angol Wikipédia-szócikk ezen változatának fordításán alapul.  Az eredeti cikk szerkesztőit annak laptörténete sorolja fel. Ez a jelzés csupán a megfogalmazás eredetét és a szerzői jogokat jelzi, nem szolgál a cikkben szereplő információk forrásmegjelöléseként.